# 熱那亞鎮區 (伊利諾伊州迪卡爾布縣)
熱那亞鎮區（英語：Genoa Township）是位於美國伊利諾伊州迪卡爾布縣的一個行政鎮區。

## 地方資料
根據2010年美國人口普查的數據，熱那亞鎮區的面積為96.30平方千米，當中陸地面積為96.00平方千米，而水域面積為0.30平方千米。當地共有人口5704人，而人口密度為每平方千米59.23人。